# Ichnestoma nasuta
Ichnestoma nasuta är en skalbaggsart som beskrevs av Hermann Rudolph Schaum 1848. Ichnestoma nasuta ingår i släktet Ichnestoma och familjen Cetoniidae. Inga underarter finns listade i Catalogue of Life.